# Zale erilda
Zale erilda là một loài bướm đêm trong họ Erebidae.